# Kyrktjärnen (Nordmalings socken, Ångermanland, 708387-165123)
Kyrktjärnen är en sjö i Nordmalings kommun i Ångermanland och ingår i Lögdeälvens huvudavrinningsområde. Sjön har en area på 0,214 kvadratkilometer och ligger 188,2 meter över havet.

## Delavrinningsområde
Kyrktjärnen ingår i det delavrinningsområde (708473-165020) som SMHI kallar för Utloppet av Nordåssjön. Medelhöjden är 207 meter över havet och ytan är 10,11 kvadratkilometer. Det finns inga avrinningsområden uppströms utan avrinningsområdet är högsta punkten. Vattendraget som avvattnar avrinningsområdet har biflödesordning 4, vilket innebär att vattnet flödar genom totalt 4 vattendrag innan det når havet efter 64 kilometer. Avrinningsområdet består mestadels av skog (80 procent). Avrinningsområdet har 0,79 kvadratkilometer vattenytor vilket ger det en sjöprocent på 7,8 procent.